# Luís Jatobá
Luís Jatobá (Maceió, 5 de janeiro de 1915 — Nova Iorque, 9 de dezembro de 1982) foi um médico, locutor e  jornalista brasileiro.

## Biografia
Possuidor de voz privilegiada para locuções radiofônicas e cinematográficas, em 1940, Jatobá foi convidado para ser  locutor da CBS (Columbia Broadcasting System), em Nova Iorque (EUA), onde se tornou o brasileiro que dava as notícias sobre a Segunda Guerra Mundial e apresentava trailers cinematográficos para a companhia Metro Goldwin Mayer.
Jatobá trabalhou na TV Globo quando Mauro Salles era o diretor de jornalismo da emissora. Nessa época, foi para o Jornal da Globo, ao lado de Hilton Gomes e Nathalia Timberg. Comandou a primeira edição do Jornal Hoje, ao lado de Léo Batista. No governo militar, Jatobá sofreu perseguição política por parte do governo brasileiro. Pela segunda vez, emigrou para os EUA, onde retomou a gravação de trailers de cinema, depois de ter percebido que era melhor afastar-se do País.
Sua voz grave e cavernosa era associada à narração dos trailers exibidos, durante décadas, nos cinemas brasileiros, com a mesma intensidade com que a voz misteriosa e sensual de Íris Lettieri passou a ser associada à locução de horários de voos no Aeroporto Internacional do Rio de Janeiro, de tal forma que ir ao cinema, não importa a fita que estivesse em cartaz, na época em que Jatobá apresentava os trailers - quase sempre de filmes de Hollywood -, correspondia a ouvir a voz profunda desse médico ortopedista e locutor, como também significava assistir, ouvindo sua música característica, às cenas recentes e cruciais dos principais jogos do desporto brasileiro, especialmente do futebol carioca (parte última do Cinejornal Canal 100, produzido por Carlos Niemeyer, com a canção "Na Cadência do Samba", de Luís Bandeira, na versão instrumental sob a orquestração de Waldir Calmon, que muitos, não sabendo o nome da música, diziam a primeira frase da letra: "Que bonito é...").
Luís Jatobá, a quem coube a narração de parte do noticioso radiofônico oficial "Hora do Brasil", trabalhou no rádio brasileiro por 45 anos - na época em que os conteúdos veiculados por esse meio de comunicação eram os mais consumidos pelos públicos do Brasil -, tendo influenciado na formação de gerações de locutores não apenas de rádio, mas também de cinema, televisão e vídeo, que o veneravam como dono de uma das mais célebres vozes do Continente Americano, certamente o mais famoso timbre vocal masculino do Brasil, sendo a voz de Íris Lettieri o seu correspondente feminino.
Foi casado com a ex-esposa de Humberto Teixeira, a atriz e pianista Margot Bittencourt (Margarida Jatobá).